# Чайковский, Ипполит Ильич
Ипполи́т Ильи́ч Чайко́вский (8 [20] апреля 1843, пос. Воткинск, Вятская губерния — 1927, Клин) —  генерал-майор по адмиралтейству. Младший брат композитора П. И. Чайковского.

## Биография
Из дворян. С 1854 года пансионер Морского кадетского корпуса в Петербурге. Участвовал в плаваниях на кораблях «Выборг», «Синоп» и др. С 1862 по 1864 год гардемарином стажировался на кораблях Каспийской флотилии. Совершал плавания по Чёрному и Белому морям, бывал в заграничных плаваниях. Весной 1863 года Ипполит Чайковский принимал участие в походе Балтийской эскадры русского флота под командованием адмирала С. С. Лесовского. С мая 1867 года мичман Чайковский перевёлся на коммерческие суда РОПиТ. До 1883 года жил в Одессе, с 1883 по 1894 год — в Таганроге. Служил в чине капитана 2 ранга, с 1887 года — 1 ранга. Являлся членом, а затем председателем Комитета по заведованию Таганрогскими мореходными классами (1885—1894). По его инициативе для Таганрогских мореходных классов было построено учебное судно, баркентина «Св. Ипполит» (1892), с 1920 года переименованное в «Ипполит Чайковский». В 20-х годах двадцатого века на «Ипполите» снимались все немые фильмы, связанные с гражданским морским флотом. Некоторое время был старостой гимназической церкви при Таганрогской мужской классической гимназии.
В 1894 году Ипполит Чайковский перевёлся в Петербург. Возглавил в столице агентство черноморско-балтийской линии Русского общества пароходства и торговли. Служил агентом в петербургском отделении РОПиТ до 1900 года. Выйдя в отставку в чине генерал-майора по адмиралтейству, возглавил пароходную компанию «Надежда». Был председателем попечительского комитета Училища судовых механиков имени Петра I.
С 1913 по 1919 год жил в Москве, работал в правлении Московско-Казанской железной дороги. 6 июля 1919 года арестован, но через неделю (13.07.1919) освобожден «за преклонным возрастом». После этого переехал в Клин, где уже работал музей П. И. Чайковского. Здесь он работал сначала заведующим хозяйством музея, а затем с 1922 года — учёным секретарём. Похоронен в 1927 году в Клину. За годы работы в музее проделал кропотливую работу по изданию дневников композитора в 1923 году.

## Семья
- Отец — Илья Петрович Чайковский (1795—1880), горный инженер, инженер-генерал-майор;
- Мать — Александра Андреевна Ассиер (1812—1854).
  - Брат — Николай Ильич Чайковский (1838—1911), русский инженер путей сообщения, действительный статский советник;
  - Брат — Пётр Ильич Чайковский (1840—1893), русский композитор, педагог, дирижёр и музыкальный критик;
  - Сестра — Александра Ильинична Чайковская (в замужестве Давыдова) (1842—1891)[6];
  - Брат — Анатолий Ильич Чайковский (1850—1915), брат-близнец Модеста;
  - Брат — Модест Ильич Чайковский (1850—1916), брат-близнец Анатолия.
- Жена  —  Софья Петровна Чайковская, урождённая Никонова (1843—1920) 
  - Дочь  — Наталья (1876—1970), замужем за генерал-майором Н. И. Алексеевым (1868—1919),  членом военной организации «Национального центра»[7].